# 裘桂仙
裘桂仙（1878年—1933年），又名荔荣，北京人，清末民初京剧铜锤花脸演员。

## 生平
裘桂仙幼入云和堂，跟随张凤台、徐立棠学艺，学习铜锤花脸。十二岁入小鸿奎科班。后拜何桂山为师，曾搭小天仙、喜庆、小长庆等班。倒仓后改拉京胡，曾为何桂山、谭鑫培等操琴。1904年，以琴师身份选为清宫内廷供奉。1912年后嗓音恢复，在吉祥园与陈德霖配戏演出。代表作有《铡美案》、《空城计》、《二进宫》、《打龙袍》、《御果园》、《断密涧》等。

## 家族
子裘盛戎、裘世戎也工铜锤花脸。曾居住在北京市宣武区北柳巷、兴胜寺（今兴胜胡同）。
孙裘少戎。曾孙裘继戎。